# Beväring (heraldik)

En björn med blå beväring finns exempelvis i Dorotea kommunvapen.

Inom heraldiken används ordet beväring för att beteckna ett djurs klövar, klor, näbb, horn, tunga och andra delar av kroppen, som ofta får en annan tinktur (färg) än djuret i övrigt i vapenskölden. En synonym till denna betydelse av ordet är beväpning.